# Schwadorf
Schwadorf ist eine Marktgemeinde mit 2405 Einwohnern (Stand 1. Jänner 2025) im Bezirk Bruck an der Leitha in Niederösterreich.

## Geografie
Schwadorf, wo die politische Gemeinde mit der Katastralgemeinde deckungsgleich ist, liegt im Industrieviertel in Niederösterreich. Die Fläche der Marktgemeinde umfasst 11,40 Quadratkilometer. Davon sind 66 Prozent landwirtschaftliche Nutzfläche und 13 Prozent sind bewaldet; der Schwadorfer Wald erstreckt sich in Richtung Rauchenwarth. Das Zentrum von Schwadorf liegt am linken Ufer der Fischa.

### Nachbargemeinden
|              | Klein-Neusiedl                              |                          |
| Rauchenwarth | Kompassrose, die auf Nachbargemeinden zeigt |                          |
| Ebergassing  |                                             | Enzersdorf an der Fischa |

## Geschichte
Im Altertum war das Gebiet Teil der Provinz Pannonia. Im österreichischen Kernland Niederösterreich liegend, war der Ort Teil der Geschichte Österreichs.
Prägend für den Ort war die 1802 erfolgte Gründung einer Baumwollspinnerei. Nach 1909 wurden neue Gebäude errichtet, die bis heute das Ortsbild prägen. Der Betrieb wurde 1999 eingestellt, die Gebäude werden nunmehr für verschiedene Gewerbebetriebe vermietet, auf einem Teil des Geländes sind auch Wohngebäude sowie ein neues Pfarrzentrum errichtet worden.

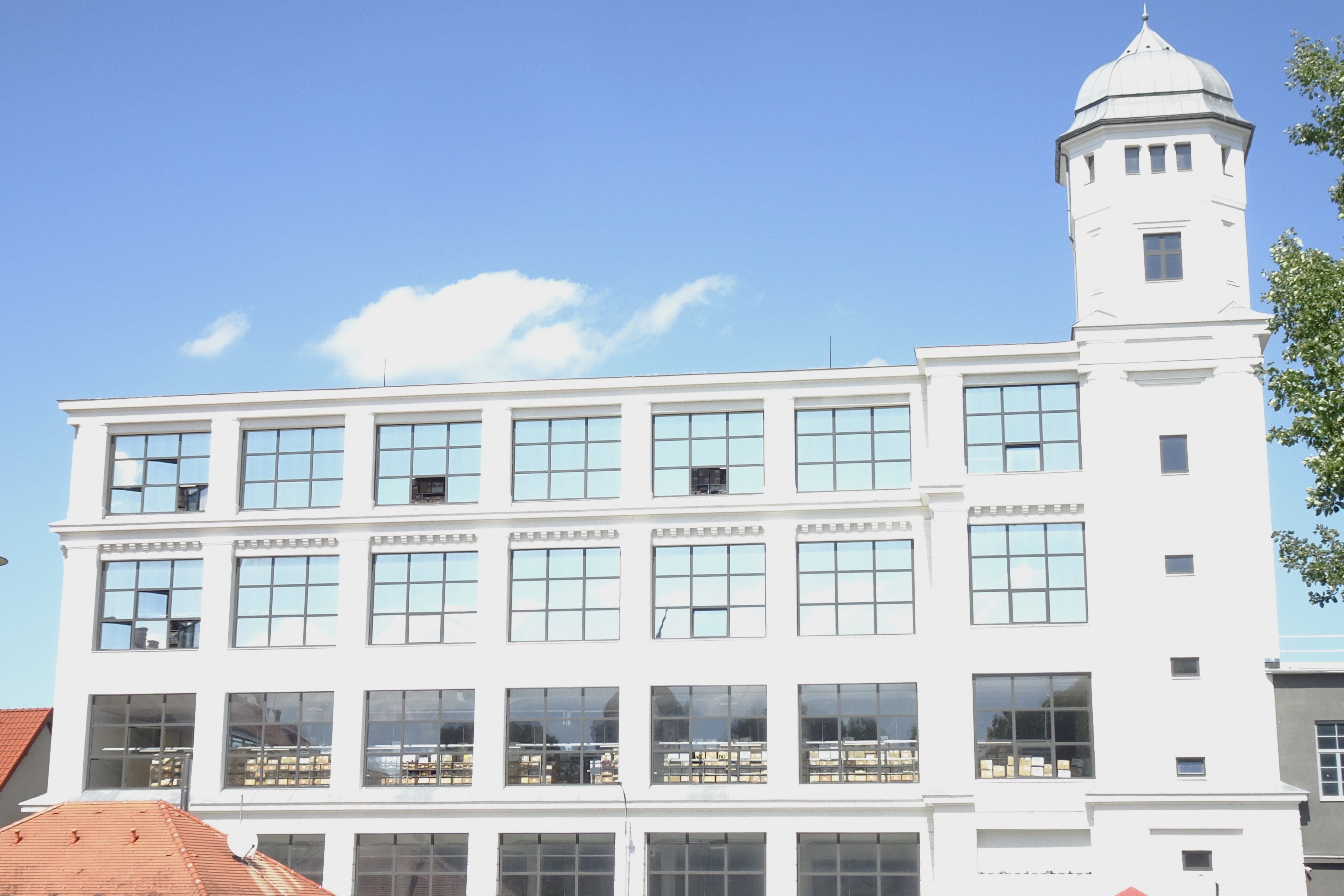
Die ehemalige Baumwollspinnerei

Im Dritten Reich wurde der Ort als Teil des neugeschaffenen 23. Bezirkes, Schwechat, in Groß-Wien eingegliedert. Die Gemeinde wurde 1954 durch die Abtrennung von Wien wieder selbständig.
Von 1954 bis zu dessen Auflösung mit Ende Dezember 2016 war Schwadorf Teil des Bezirks Wien-Umgebung.

### Erdbeben von 1927
Am 8. Oktober 1927 kam es um 20:49 Uhr zu einem Erdbeben mit einer Epizentralintensität von 8° EMS-98 mit dem Epizentrum in Schwadorf, eines der stärksten aufgezeichneten Beben im Wiener Becken. Das starke Beben beschädigte „sämtliche Häuser […], Schulen, Pfarrhof, Haus Nr.32/33 (Gendarmerie), Kindergarten, Gemeindegasthaus und 10 weitere Gebäude teilweise irreparabel baufällig; beide Schornsteine und der Wasserturm der Baumwollspinnfabrik müssen abgetragen werden“. Auch Nachbarorte wie Enzersdorf a.d. Fischa waren betroffen. Selbst in Wien kam es zu leichten Gebäudeschäden.

### Einwohnerentwicklung
Die negative Geburtenbilanz zwischen 1981 und 1991 wurde durch eine starke Zuwanderung ausgeglichen. Seither sind Wanderungsbilanz und Geburtenbilanz positiv.
| Schwadorf: Einwohnerzahlen von 1869 bis 2025        | Schwadorf: Einwohnerzahlen von 1869 bis 2025 | Schwadorf: Einwohnerzahlen von 1869 bis 2025 | Schwadorf: Einwohnerzahlen von 1869 bis 2025 | Schwadorf: Einwohnerzahlen von 1869 bis 2025 |
| --------------------------------------------------- | -------------------------------------------- | -------------------------------------------- | -------------------------------------------- | -------------------------------------------- |
| Jahr                                                |                                              |                                              |                                              | Einwohner                                    |
| 1869                                                | 1869                                         |                                              | 1.381                                        | 1.381                                        |
| 1880                                                | 1880                                         |                                              | 1.493                                        | 1.493                                        |
| 1890                                                | 1890                                         |                                              | 1.619                                        | 1.619                                        |
| 1900                                                | 1900                                         |                                              | 1.560                                        | 1.560                                        |
| 1910                                                | 1910                                         |                                              | 1.546                                        | 1.546                                        |
| 1923                                                | 1923                                         |                                              | 1.317                                        | 1.317                                        |
| 1934                                                | 1934                                         |                                              | 1.380                                        | 1.380                                        |
| 1939                                                | 1939                                         |                                              | 1.525                                        | 1.525                                        |
| 1951                                                | 1951                                         |                                              | 1.486                                        | 1.486                                        |
| 1961                                                | 1961                                         |                                              | 1.476                                        | 1.476                                        |
| 1971                                                | 1971                                         |                                              | 1.500                                        | 1.500                                        |
| 1981                                                | 1981                                         |                                              | 1.488                                        | 1.488                                        |
| 1991                                                | 1991                                         |                                              | 1.692                                        | 1.692                                        |
| 2001                                                | 2001                                         |                                              | 1.768                                        | 1.768                                        |
| 2011                                                | 2011                                         |                                              | 1.918                                        | 1.918                                        |
| 2021                                                | 2021                                         |                                              | 2.248                                        | 2.248                                        |
| 2025                                                | 2025                                         |                                              | 2.405                                        | 2.405                                        |
| Quelle(n): Statistik Austria, Gebietsstand 1.1.2021 |                                              |                                              |                                              |                                              |

## Kultur und Sehenswürdigkeiten
- Schloss Schwadorf

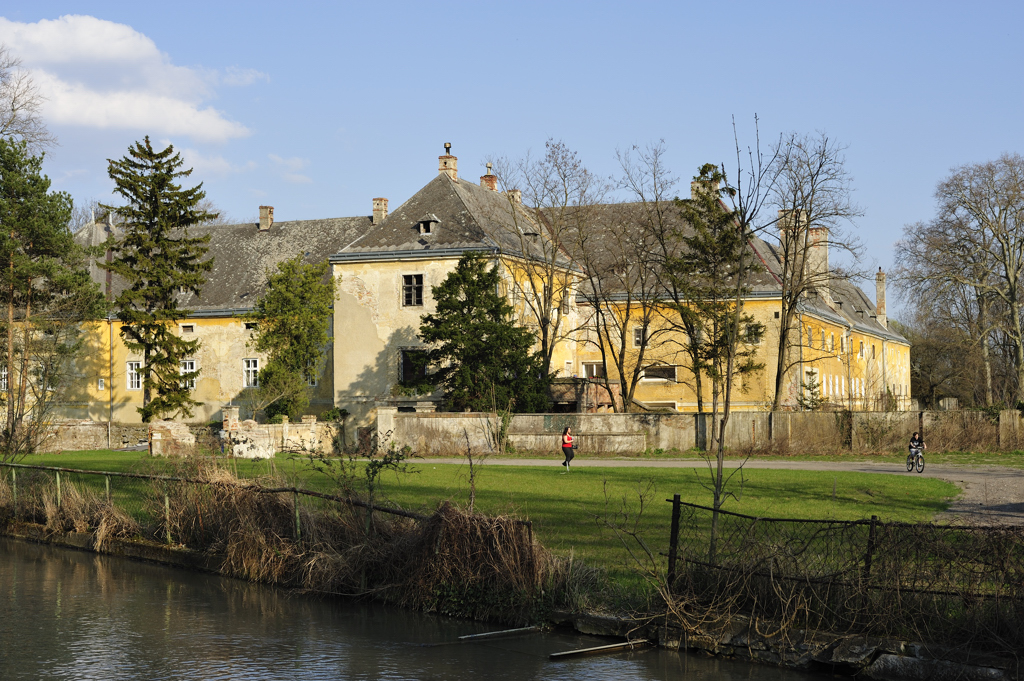
Schloss Schwadorf

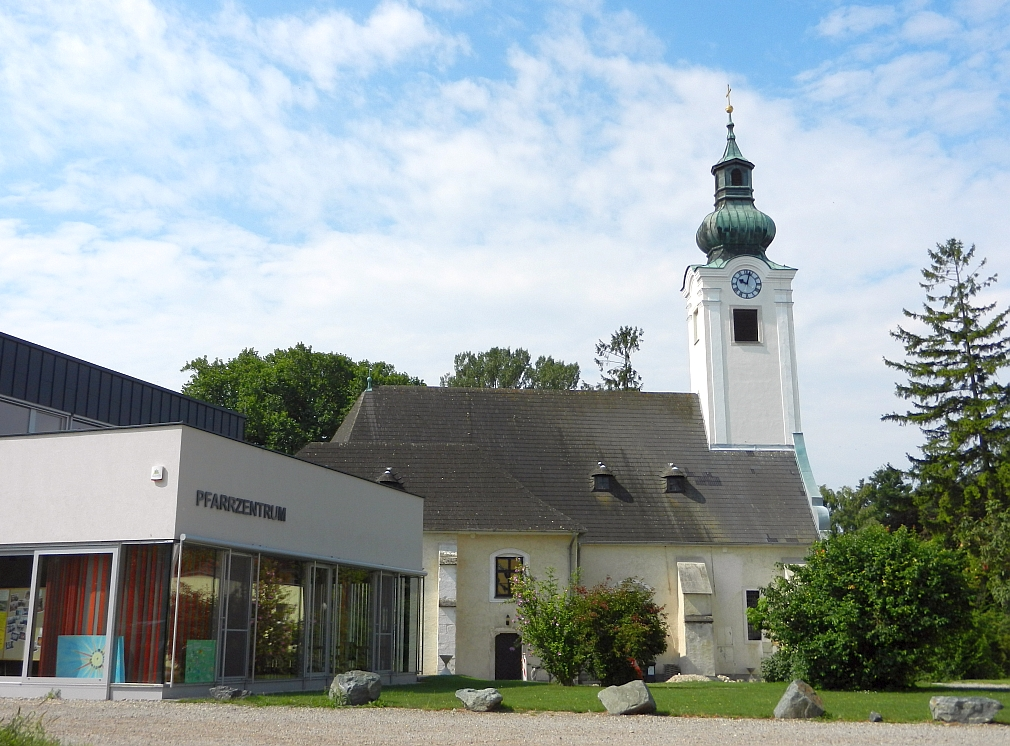
Pfarrkirche Schwadorf

- Katholische Pfarrkirche Schwadorf Mariä Himmelfahrt
- Dreifaltigkeitssäule
- Hauptplatz

## Wirtschaft und Infrastruktur
Im Jahr 2001 gab es 76 nichtlandwirtschaftliche Arbeitsstätten und 30 land- und forstwirtschaftliche Betriebe gemäß einer Erhebung von 1999. Nach der Volkszählung 2001 betrug die Zahl der Erwerbstätigen am Wohnort 860. Die Erwerbsquote lag 2001 bei 49,15 Prozent.

### Landwirtschaft
Zwischen 1999 und 2010 ging die Landwirtschaft in Schwadorf zurück. Die Zahl der land- und forstwirtschaftlichen Betriebe fiel von 30 auf 19, die bewirtschaftete Fläche vergrößerte sich von 923 auf 1031 Hektar Land.

### Bildung
In der Gemeinde gibt es zwei Kindergärten eine Volksschule und eine Neue Mittelschule.

### Vereine
Der Fußballklub ASK Schwadorf spielte in der Saison 2007/08 in der Ersten Liga und wurde danach in FC Trenkwalder Admira umbenannt.

## Politik

### Gemeinderat
Der Gemeinderat hatte 19 Mitglieder und 21 Mitglieder ab dem Jahr 2025.
- Nach den Gemeinderatswahlen in Niederösterreich 1990 hatte der Gemeinderat folgende Verteilung: 15 SPÖ und 4 ÖVP.
- Nach den Gemeinderatswahlen in Niederösterreich 1995 hatte der Gemeinderat folgende Verteilung: 14 SPÖ, 4 ÖVP und 1 LIF.[8]
- Nach den Gemeinderatswahlen in Niederösterreich 2000 hatte der Gemeinderat folgende Verteilung: 14 SPÖ und 5 ÖVP.[9]
- Nach den Gemeinderatswahlen in Niederösterreich 2005 hatte der Gemeinderat folgende Verteilung: 15 SPÖ und 4 ÖVP.[10]
- Nach den Gemeinderatswahlen in Niederösterreich 2010 hatte der Gemeinderat folgende Verteilung: 13 SPÖ und 6 ÖVP.[11]
- Nach den Gemeinderatswahlen in Niederösterreich 2015 hatte der Gemeinderat folgende Verteilung: 12 SPÖ und 7 ÖVP.[12]
- Nach den Gemeinderatswahlen in Niederösterreich 2020 hat der Gemeinderat folgende Verteilung: 13 SPÖ und 6 ÖVP.[13]
- Nach den Gemeinderatswahlen in Niederösterreich 2025 hat der Gemeinderat folgende Verteilung: 13 SPÖ und 8 ÖVP.[14]

### Bürgermeister
- 1967–2008 Richard Gebert (SPÖ)
- 2008–2013 Brigitta Hofbauer[15] (SPÖ)
- 2013–2015 Franz Schmickl (SPÖ)
- seit 2015 Jürgen Maschl[16] (SPÖ)

## Persönlichkeiten
- Franz Huber (1846–1919), Landwirt, Ziegeleibesitzer, Abgeordneter zum Landtag, Abgeordneter des Abgeordnetenhauses und Bürgermeister
- Richard Gebert (* 1939), Politiker, Bürgermeister von Schwadorf
- Jürgen Maschl (* 1975), Politiker, Bürgermeister von Schwadorf
- Walter Pöltner (* 1952), Gemeinderat, Jurist und Spitzenbeamter

## Trivia
Mit 41 Jahren, 1 Monat und 4 Tagen bei der Marktgemeinde Schwadorf war Richard Gebert dienstältester Bürgermeister Niederösterreichs.